# 罗曼诺夫卡 (萨拉托夫州)
罗曼诺夫卡（羅馬化：Romanovka）是俄罗斯萨拉托夫州的市级镇，为该州罗曼诺夫卡区行政中心及规模最大聚居地。地处萨拉托夫州西部，位于州府萨拉托夫西偏北方，靠近该州与坦波夫州的州界。镇内设有同名铁路车站。
该地2022年人口有6,101人；2010年人口7,271；2002年人口7,804；1989年人口7,657。